# Phanoderma wieseri
Phanoderma wieseri är en rundmaskart som beskrevs av Mawson 1956. Phanoderma wieseri ingår i släktet Phanoderma och familjen Phanodermatidae. Inga underarter finns listade i Catalogue of Life.